# Seyi Olajengbesi
Seyi Olajengbesi, né le 17 novembre 1980 à Ibadan au Nigeria, est un footballeur nigérian évoluant au poste de défenseur central.

## Biographie

### SC Fribourg
Le 1er janvier 2004, il est transféré au SC Fribourg en Bundesliga.  

### Alemannia Aix-La-Chapelle
À la suite d'un prêt en 2008, il signera un contrat de 5 ans avec l'Alemannia Aix-La-Chapelle.

### SV Sandhausen
Le 30 janvier 2013, il s'engagera avec le SV Sandhausen. 
Il prend sa retraite professionnel en 2016, après avoir passé trois ans au club.

## Palmarès
- Plateau United
  - Vainqueur de la Coupe du Nigeria en 1999.